# Cathédrale Saint-Pierre de San-Pédro
Cette  cathédrale n’est pas la seule cathédrale Saint-Pierre.
La cathédrale Saint-Pierre de San-Pédro est une cathédrale de l'Église catholique située à San-Pédro en Côte d'Ivoire. Elle est le siège du diocèse de San Pedro-en-Côte d'Ivoire, et est dédiée à saint Pierre.

## Événements de 2011
En 2011, des hommes armés partisans d'Alassane Ouattara ont ouvert le feu sur des réfugiés dans la cathédrale.
Les combattants pro-Ouattara ont repoussé des partisans de Laurent Gbagbo de leurs barricades érigées à l'entrée de la ville, jusqu'à la cathédrale, y tuant des Jeunes patriotes, et tirant sur une foule de cinq mille personnes qui y avaient trouvé refuge.